# These Are My Children
These Are My Children – jedna z pierwszych oper mydlanych w historii telewizji, emitowana na kanale NBC od 31 stycznia 1949 do 25 lutego 1949. Serial był nadawany na żywo. W każdym tygodniu wyświetlano pięć 15-minutowych odcinków. Został on stworzony przez Irnę Phillips. Akcja serialu skupiała się na ukazaniu życia irlandzkiej wdowy. Była to pierwsza telewizyjna opera mydlana, emitowana w ogólnokrajowej telewizji.